# The Taste
The Taste (engl. für „Der Geschmack“) ist eine Koch-Casting-Show des deutschen Fernsehsenders Sat.1. Das zunächst in den Vereinigten Staaten von ABC gesendete Fernsehformat, an dem die zur ProSiebenSat.1 Media AG gehörende Red Arrow Entertainment Group die Rechte hält, wurde erstmals am 13. November 2013 in Deutschland ausgestrahlt. Die dreizehnte Staffel wurde bis 18. Dezember 2024 ausgestrahlt.

## Konzept
Ziel der Sendung ist es, durch einen Ausscheidungswettkampf den besten Koch zu ermitteln. Diesem winkt eine Siegprämie. In der ersten Staffel erhielten die Finalteilnehmer zusätzlich einen Warengutschein für Küchengeräte über 10.000 Euro und die Sieger einen PKW. Als Teilnehmer treten sowohl Berufs- als auch Hobbyköche in Erscheinung. In der Show erfolgt Produkt-Placement; die erste Staffel wurde vollständig vor Ausstrahlung der ersten Folge aufgezeichnet.
Zu Beginn bekommt jeder Kandidat eine Stunde Zeit, um ein von ihm gewähltes Gericht zu kochen. Das Gericht darf nur auf Probierlöffeln angerichtet werden. Die Juroren bekommen das Gericht serviert, ohne zu wissen, wer der Koch ist. Daraufhin entscheiden sie sich, ob der jeweilige Kandidat so gut war, dass er für den weiteren Verlauf der Sendung in ihr Team soll. Sollte der Kandidat mehrere Juroren überzeugt haben, so kann er sich entscheiden, in wessen Team er möchte. Bis zur vierten Staffel und dann wieder ab der siebten Staffel waren in jedem Team zu Beginn vier Köche, in Staffel fünf und sechs waren es fünf Köche.
Im weiteren Verlauf der Sendung werden die Kandidaten von ihrem Mentor gecoacht und müssen nach eigener Wahl Gerichte zu vorgegebenen Themen, teils unter Aufsicht des Mentors, teils ohne diese, kochen. Nach jedem Kochdurchgang entscheiden entweder die Juroren oder auch Gastjuroren erneut in einer Blindverkostung, wer der schlechteste Koch war. Dieser muss ausscheiden, wobei es noch eine Relegationschance durch ein Ausscheidungskochen zwischen den Köchen der jeweils am schlechtesten bewerteten Gerichte einer Folge gibt. Durch die Blindverkostung ist es möglich, dass ein Juror sich gegen einen Koch aus seinem eigenen Team ausspricht.

## Staffeln
| Staffel | Premiere           | Finale            | Gewinner  | Platz 2         | Weitere Finalisten                         | „Winning Coach“    | Moderator         | Coaches       | Coaches          | Coaches            | Coaches       |
| ------- | ------------------ | ----------------- | --------- | --------------- | ------------------------------------------ | ------------------ | ----------------- | ------------- | ---------------- | ------------------ | ------------- |
| 1       | 13. November 2013  | 18. Dezember 2013 | Felicitas | Dennis          | Gabriel, Christa                           | Tim Mälzer         | Christine Henning | Frank Rosin   | Léa Linster      | Alexander Herrmann | Tim Mälzer    |
| 2       | 8. Oktober 2014    | 19. November 2014 | Jan       | Ole             | Timo, Rosina, Malte                        | Alexander Herrmann | Christine Henning | Frank Rosin   | Léa Linster      | Alexander Herrmann | Tim Mälzer    |
| 3       | 2. September 2015  | 14. Oktober 2015  | Kristof   | Tobias          | Helena, Jan Thorben, Susanne, Daniela      | Tim Mälzer         | Christine Henning | Frank Rosin   | Cornelia Poletto | Alexander Herrmann | Tim Mälzer    |
| 4       | 12. Oktober 2016   | 23. November 2016 | Marco     | Frank           | Jörg, Boris, Viviana, Tilo                 | Alexander Herrmann | Christine Henning | Frank Rosin   | Cornelia Poletto | Alexander Herrmann | Roland Trettl |
| 5       | 11. Oktober 2017   | 6. Dezember 2017  | Lisa      | Joel            | Christian, Hansjörg, Luisa, Michi          | Alexander Herrmann | Christine Henning | Frank Rosin   | Cornelia Poletto | Alexander Herrmann | Roland Trettl |
| 6       | 10. Oktober 2018   | 5. Dezember 2018  | Gary      | Semi            | Christoph, Melanie, Eva, Jörg              | Roland Trettl      | Christine Henning | Frank Rosin   | Cornelia Poletto | Alexander Herrmann | Roland Trettl |
| 7       | 2. Oktober 2019    | 27. November 2019 | Marko     | Susanne         | Michi, Tobias, Bassim, Maximilian          | Alexander Herrmann | Christine Henning | Frank Rosin   | Tim Raue         | Alexander Herrmann | Maria Groß    |
| 8       | 2. September 2020  | 28. Oktober 2020  | Lars      | Yvonne          | Yassin, Lukas, Sabrina, Jan                | Alex Kumptner      | Angelina Kirsch   | Frank Rosin   | Tim Raue         | Alexander Herrmann | Alex Kumptner |
| 9       | 1. September 2021  | 27. Oktober 2021  | Paula     | Katrin          | Hanna, Maximilian, Christopher, Janni, Tim | Tim Raue           | Angelina Kirsch   | Frank Rosin   | Tim Raue         | Alexander Herrmann | Alex Kumptner |
| 10      | 21. September 2022 | 16. November 2022 | Jari      | Victoria        | Robin, Philipp, Christian, Tobi, Theresa   | Tim Raue           | Angelina Kirsch   | Frank Rosin   | Tim Raue         | Alexander Herrmann | Alex Kumptner |
| 11      | 3. Mai 2023        | 14. Juni 2023     | Yvonne    | Tobi            | Helena, Sabine, Jan, Theresa               | Tim Raue           | Angelina Kirsch   | Nelson Müller | Tim Raue         | Alexander Herrmann | Alex Kumptner |
| 12      | 25. Oktober 2023   | 20. Dezember 2023 | Mona      | Daniel          | Nina, Mary Anne, Pia, Michi, Kathrin       | Alex Kumptner      | Angelina Kirsch   | Frank Rosin   | Tim Raue         | Alexander Herrmann | Alex Kumptner |
| 13      | 23. Oktober 2024   | 18. Dezember 2024 | Katja     | Tine, Stephanie | Franca, Doreen, Craig, Diana, Jaqueline    | Alexander Herrmann | Angelina Kirsch   | Frank Rosin   | Tim Raue         | Alexander Herrmann | Alex Kumptner |

## Ablauf einer Folge
Die erste und die letzte Folge einer Staffel verlaufen abweichend.

### Reguläre Folge
Zunächst stellt die Moderatorin einen Gastjuror vor, der die Ergebnisse des ersten Kochdurchgangs bewertet. Sodann wird das kulinarische Thema der Folge benannt und seit Staffel 2 müssen die Coaches aus vier Unterteilungen des eigentlichen Themas blind wählen, nach welchem sich ihr Gericht dann richten muss.
Im ersten Kochdurchgang kochen die Kandidaten unter Begleitung ihres Coachs ein Gericht, für dessen Zubereitung sie 60 Minuten Zeit haben. Unmittelbar vor dieser Zubereitungszeit erhalten sie für fünf Minuten die Gelegenheit, sich im Team zu besprechen und ihre Probierlöffel zu planen. Da von allen im Team zubereiteten Löffeln nur einer dem Gastjuror zur Bewertung geschickt werden kann, wird in den letzten Minuten der Kochzeit im Team beraten, welcher Kandidat seinen Löffel für den Juror fertig anrichtet. Der Coach hat hierbei das letzte Wort. Der Gastjuror weiß nicht, welches Team ihm welchen Probierlöffel vorlegt, sieht aber das umzusetzende Thema. Er beurteilt die vier Löffel nach „Bester Löffel“ und „Schlechtester Löffel“. Das Team, das den besten Löffel gekocht hat, bekommt den Gastjuror im zweiten Durchgang als Unterstützung. Zusätzlich ist der Koch dieses Löffels immun – kann im Verlauf der weiteren Sendung also nicht mehr ausscheiden und nimmt auf jeden Fall an der nächsten Folge teil. Das Team, welches nach Meinung des Gastjurors den schlechtesten Löffel zubereitet hat, verliert sofort ein Team-Mitglied. Der Team-Coach entscheidet alleine, welcher Kandidat die Sendung verlassen muss. Dies ist nicht zwingend der Kandidat, der das am schlechtesten bewertete Gericht gekocht hat.
Seit der 7. Staffel darf ein Coach eines anderen Teams an dieser Stelle einen scheidenden Kandidaten in sein Team übernehmen („stehlen“), sofern er diese Option in der Staffel noch nicht nach einem vorherigen Team- oder Entscheidungs-Kochen gezogen hat.
Vor dem zweiten Kochdurchgang gibt der Gastjuror drei „Geheimzutaten“ vor, von denen mindestens eine im nächsten Gericht nach Wahl des Kandidaten verwendet werden muss. Für die zweite Phase bekommen die Kandidaten wieder eine Stunde Kochzeit und die Coaches ziehen sich zurück, da sie die Gerichte des zweiten Durchgangs ohne Kenntnis des Kochs bewerten sollen. Jeder Juror vergibt nach dem Probieren aller Löffel jeweils einen goldenen („bester Löffel“) und einen roten Stern („schlechtester Löffel“). Kandidaten, deren Löffel von den Juroren nicht auf diese Art bewertet wurden, kommen automatisch weiter. Köche, die einen Stern erhalten haben, kommen nur dann sicher weiter, wenn sie keinen roten Stern erhalten haben. Alle Kandidaten, die einen roten Stern erhalten haben, müssen in der gleichen Folge noch an einem Entscheidungskochen teilnehmen. Dies gilt auch, wenn die Person trotzdem goldene Sterne erhalten hat. Wenn ein Kandidat alle roten Sterne erhält, entfällt das Entscheidungskochen.
Im Entscheidungskochen bekommen die Kandidaten ein kulinarisches Thema vorgegeben und mussten dieses in Staffel 1 bis 4 ohne Unterstützung durch die Coaches umsetzen. Nur ihre Teamkollegen durften sie von einer Tribüne oberhalb der Kochstellen aus anfeuern und beraten. Nach dem dritten Kochdurchgang bewerteten die vier Coaches die Ergebnisse wieder wie im zweiten Durchgang blind und vergaben nur noch jeweils einen goldenen Stern („bester Löffel“). Nur der Kandidat, dessen Gericht am häufigsten diese Bewertung erhielt, nahm an der nächsten Folge teil. Seit Staffel 2 konnte jeder Kandidat im Entscheidungskochen weiterkommen, wenn er mindestens einen goldenen Stern erhielt. Theoretisch hatten somit alle Teilnehmer des Entscheidungskochens die Möglichkeit, auch in der nächsten Folge wieder anzutreten.
Seit der 5. Staffel dürfen die Coaches den Kandidaten beim Entscheidungskochen (nur 30–45 statt 60 Minuten) beratend beistehen. Anschließend entscheidet der Gastjuror über das Weiterkommen der Kandidaten.
Auch hier darf seit der 7. Staffel ein anderer Coach einen scheidenden Kandidaten in sein Team übernehmen, sofern er diese Option zuvor in dieser Staffel noch nicht nach einem Team-Kochen oder Entscheidungs-Kochen gezogen hat.
Verliert ein Team durch das Ausscheiden eines Kochs aus der Sendung vor dem Finale sein letztes Team-Mitglied, so gilt das Team als aufgelöst. Der Coach des Teams nimmt aber weiterhin an sämtlichen Bewertungen teil. Müssen Kandidaten aus gesundheitlichen Gründen die Show verlassen, rücken andere, ggf. bereits vorher ausgeschiedene Köche nach und erhalten somit eine zweite Chance.

### Finale
Für den ersten Kochdurchgang des Finales gibt ein Gastjuror den verbliebenen vier Kandidaten drei Zutaten vor, von denen wiederum mindestens eine verwendet werden muss. Die Kontrahenten haben eine Stunde Zeit zum Kochen, sie werden von den Coaches während des Kochens beraten. Der Gastjuror bewertet die vier zubereiteten Gerichte, der Koch des aus seiner Sicht schlechtesten Gerichtes scheidet aus.
Für den zweiten Kochdurchgang der Finalfolge bekamen die Kandidaten in der ersten Staffel von einem weiteren Gastjuror vier Weine vorgestellt, zu denen sie, unter Beratung durch ihre Coaches, ein korrespondierendes Gericht kochen sollten. Auch der Gastjuror des zweiten Finaldurchgangs lässt den Koch des aus seiner Sicht schlechtesten Gerichtes ausscheiden.
In der Schlussrunde der 1. Staffel sollten die beiden verbliebenen Köche ohne Begleitung durch die Coaches innerhalb von 90 Minuten ein dreigängiges Menü, wiederum nur auf Probierlöffeln angerichtet, zubereiten. Die Coaches wählen, nach Erklärung in der Sendung, ohne zu wissen, wer das jeweilige Menü gekocht hat, das aus ihrer Sicht beste Menü aus. Der Kandidat, der die meisten guten Bewertungen bekam, hatte die Show gewonnen und gewann eine Siegprämie von 100.000 €.
In der Schlussrunde der 2. Staffel sollten die beiden verbliebenen Köche ohne Begleitung durch die Coaches, aber in Begleitung eines bereits ausgeschiedenen Kandidaten, innerhalb von 90 Minuten ein beliebiges Gericht auf 44 Löffel anrichten (40 Löffel für das Publikum, 4 für die Jury). Der Kandidat, der die meisten guten Bewertungen bekam, hatte die Show gewonnen und gewann eine Siegprämie von 50.000 € und ein Kochbuch mit Cover des Gewinners, welches ab dem Tag nach dem Finale in allen Buchläden zu kaufen war.
In der Schlussrunde der 3. Staffel sollten die beiden verbliebenen Köche ohne Begleitung durch die Coaches innerhalb von 90 Minuten ein dreigängiges Menü zubereiten, wiederum nur auf Probierlöffeln angerichtet. Vor Ausstrahlung der Sendung wurden die Coaches nach ihren Lieblingszutaten befragt. Die zwei verbliebenen Kandidaten durften sich gemeinsam für eine verdeckte Karte, auf der eine Kombination der Zutaten eines Coaches stand, entscheiden. Der Kandidat, der die meisten guten Bewertungen bekam, hatte die Show gewonnen und gewann eine Siegprämie von 50.000 € und ein Kochbuch mit dem Bild des Gewinners auf dem Cover, das am Tag nach dem Finale erschien.

## Gastjuroren
| Staffel                          | Folge 2                    | Folge 3                                     | Folge 4                      | Folge 5                    | Folge 6                    | Folge 7                         | Halbfinale                                             | Finale                                |
| -------------------------------- | -------------------------- | ------------------------------------------- | ---------------------------- | -------------------------- | -------------------------- | ------------------------------- | ------------------------------------------------------ | ------------------------------------- |
| 1                                | Christian Lohse            | Sarah Henke                                 | Roland Trettl                | nicht vorhanden 1          | nicht vorhanden 1          | nicht vorhanden 1               | Andreas Caminada                                       | Ralf Bos und Billy Wagner             |
| 2                                | Karlheinz Hauser           | Christian Jürgens                           | Tanja Grandits               | Kevin Fehling              | nicht vorhanden 2          | nicht vorhanden 2               | Thomas Bühner                                          | Christian Lohse und Heiko Antoniewicz |
| 3                                | Daniel Achilles            | Holger Stromberg                            | Ludwig „Lucki“ Maurer        | Anton Schmaus              | nicht vorhanden 2          | nicht vorhanden 2               | Johannes King                                          | Roland Trettl und Paul Ivic           |
| 4                                | Tim Mälzer                 | Sascha Stemberg                             | Matthias Ludwigs             | Ali Güngörmüş              | nicht vorhanden 2          | nicht vorhanden 2               | Ludwig „Lucki“ Maurer                                  | Peter Maria Schnurr und Léa Linster   |
| Promi-Special 1/ Promi-Special 2 | Christian Lohse            | Christian Lohse                             | Christian Lohse              | Christian Lohse            | Christian Lohse            | Christian Lohse                 | Christian Lohse                                        | Christian Lohse                       |
| 5                                | Maria Groß                 | Hans Neuner                                 | Tohru Nakamura               | Juan Amador                | Heiko Antoniewicz          | Bobby Bräuer                    | Christian Lohse                                        | Sven Elverfeld und Silvio Nickol      |
| 6                                | Arne Anker                 | Christian Bau                               | Andreas Döllerer             | Christian Hümbs            | Heinz Beck                 | Marco Müller                    | Lisl Wagner-Bacher                                     | Jan Hartwig und Harald Wohlfahrt      |
| Weihnachts-Special               | Léa Linster/Tohru Nakamura | Léa Linster/Tohru Nakamura                  | Léa Linster/Tohru Nakamura   | Léa Linster/Tohru Nakamura | Léa Linster/Tohru Nakamura | Léa Linster/Tohru Nakamura      | Léa Linster/Tohru Nakamura                             | Léa Linster/Tohru Nakamura            |
| 7                                | Björn Swanson              | Sarah Henke-Eckhardt und Christian Eckhardt | Haya Molcho                  | Christoph Rüffer           | René Frank                 | Martin Klein                    | Jan Hartwig                                            | Ingo Holland und Sebastian Frank      |
| 8                                | Bobby Bräuer               | Viktoria Fuchs                              | Cornelia Poletto             | Christoph Kunz             | Dalad Kambhu               | Nils Henkel                     | Tim Mälzer                                             | Tohru Nakamura und Marco D’Andrea     |
| 9                                | Viktoria Fuchs             | Haya Molcho                                 | Johanna Maier und Didi Maier | Max Strohe                 | The Duc Ngo                | Ricky Saward                    | Martin Klein                                           | Roland Trettl und Lisa Angermann      |
| 10                               | Nelson Müller              | Cornelia Poletto                            | The Duc Ngo                  | Alexander Huber            | Sophia Rudolph             | Daniel Gottschlich Hannes Radek | Matteo Ferrantino, Konstantin Filippou und Juan Amador | Tohru Nakamura und Christoph Rüffer   |
| 11                               | Frank Rosin                | Viktoria Fuchs                              | Julia Komp                   | Johannes Nuding            | nicht vorhanden 2          | nicht vorhanden 2               | Max Strohe                                             | Frank Rosin                           |
| 12                               | Max Strohe                 | Cornelia Poletto                            | Markus Stöckle Elif Oskan    | Nelson Müller              | Hao Jin                    | Roland Trettl Gerhard Retter    | Viktoria Fuchs                                         | Juan Amador                           |
| 13                               | Viktoria Fuchs             | Mario Gamba                                 | Rosina Ostler                | Johann Lafer               | Alina Meissner Bebrout     | Elif Oskan                      | Christoph Rüffer                                       | alle bisherigen Sieger von The Taste  |

## Staffel 1 (2013)
Die erste Staffel von The Taste wurde von dem 13. November 2013 bis 18. Dezember 2013 ausgestrahlt. Moderiert wurde sie von Christine Henning. Die Jury bestand aus den Fernsehköchen Alexander Herrmann, Frank Rosin, Léa Linster und Tim Mälzer. Felicitas Then aus dem Team von Tim Mälzer gewann die erste Staffel der Show.

## Staffel 2 (2014)
Die zweite Staffel startete am 8. Oktober 2014 und bestand aus 7 Folgen. Wie in Staffel eins bestand die Jury aus den Fernsehköchen Alexander Herrmann, Frank Rosin, Léa Linster und Tim Mälzer und wurde von Christine Henning moderiert. Jan Aigner aus dem Team von Alexander Herrmann gewann die 2. Staffel der Show.

## Staffel 3 (2015)
Die dritte Staffel wurde 2015 ausgestrahlt. Die Jury bestand aus den Fernsehköchen Alexander Herrmann, Frank Rosin, Tim Mälzer und Neuzugang Cornelia Poletto. Sieger der 3. Staffel wurde Kristof Mulack aus dem Team von Tim Mälzer.

## Staffel 4 (2016)
Die vierte Staffel wurde ab dem 12. Oktober 2016 ausgestrahlt. Die Jury bestand in dieser Staffel aus den Fernsehköchen Alexander Herrmann, Frank Rosin, Cornelia Poletto und Neuzugang Roland Trettl, der schon in Staffel 1 und 3 einen Auftritt als Gastjuror hatte. Der Gewinner der 4. Staffel war Marco Zingone aus dem Team von Alexander Herrmann.

## Promi-Special 1
Am 10. September 2017 wurde erstmals ein Promi-Special von The Taste unter dem Namen The Taste - Promis am Löffel ausgestrahlt. Die Coaches waren, wie in der vierten Staffel Alexander Herrmann, Frank Rosin, Cornelia Poletto und Roland Trettl. Jeder Coach bekam zwei Promis in sein Team. Anschließend gab es zwei Team-Challenges, wo nach jeder Challenge zwei Promis vom Gastjuror Christian Lohse eliminiert wurden. Die letzten Vier Kandidaten bekamen je einen ausgeschiedenen Kandidaten für das Finale als Assistenten zur Seite gestellt. Sieger wurde Patrick Lindner aus dem Team von Cornelia Poletto.
Die Teams:
- Team Frank Rosin: Oliver Pocher, Elena Uhlig

- Team Cornelia Poletto: Désirée Nick, Patrick Lindner

- Team Roland Trettl: Panagiota Petridou, Jeannine Michaelsen

- Team Alexander Herrmann: Maddin Schneider, Christine Theiss

### Verlauf des Promi-Special 1
| Platz    | Promi               | Teamkochen 1  | Teamkochen 2  | Finale                      | Hauptthema der Phase, in der der Promi ausschied |
| -------- | ------------------- | ------------- | ------------- | --------------------------- | ------------------------------------------------ |
| 1.       | Patrick Lindner     | Weiter        | bester Löffel | Gewinner (4 goldene Sterne) | -                                                |
| 2./3./4. | Christine Theiss    | Weiter        | Weiter        | Ausgeschieden               | 2-Gänge-Menü                                     |
| 2./3./4. | Panagiota Petridou  | bester Löffel | Weiter        | Ausgeschieden               | 2-Gänge-Menü                                     |
| 2./3./4. | Jeannine Michaelsen | Weiter        | bester Löffel | Ausgeschieden               | 2-Gänge-Menü                                     |
| 5./6.    | Elena Uhlig         | Weiter        | Ausgeschieden |                             | Probleme eines Gastgebers                        |
| 5./6.    | Maddin Schneider    | bester Löffel | Ausgeschieden |                             | Probleme eines Gastgebers                        |
| 7./8.    | Désirée Nick        | Ausgeschieden |               |                             | Kindheitserinnerungen                            |
| 7./8.    | Oliver Pocher       | Ausgeschieden |               |                             | Kindheitserinnerungen                            |

## Promi-Special 2
Das zweite Promi-Special wurde mit demselben Konzept, denselben Coaches und unter demselben Namen, wie das erste Promi-Special, am 17. September 2017 ausgestrahlt. Siegerin wurde Evi Sachenbacher aus dem Team von Roland Trettl.
Die Teams:
- Team Frank Rosin: Mousse T.,  Claudia Effenberg
- Team Cornelia Poletto: Hans Sarpei, Lilly Becker
- Team Roland Trettl: Evi Sachenbacher-Stehle, Matthias Killing
- Team Alexander Herrmann: Mimi Fiedler, Julius Brink

### Verlauf des Promi-Special 2
| Platz | Promi                   | Teamkochen 1  | Teamkochen 2  | Finale                      | Hauptthema der Phase, in der der Promi ausschied |
| ----- | ----------------------- | ------------- | ------------- | --------------------------- | ------------------------------------------------ |
| 1.    | Evi Sachenbacher-Stehle | Weiter        | bester Löffel | Gewinner (3 goldene Sterne) | -                                                |
| 2.    | Claudia Effenberg       | bester Löffel | bester Löffel | 2. Platz                    | 2-Gänge-Menü                                     |
| 3./4. | Mousse T.               | Weiter        | Weiter        | Ausgeschieden               | 2-Gänge-Menü                                     |
| 3./4. | Matthias Killing        | bester Löffel | Weiter        | Ausgeschieden               | 2-Gänge-Menü                                     |
| 5./6. | Mimi Fiedler            | Weiter        | Ausgeschieden |                             | Farben                                           |
| 5./6. | Lilly Becker            | Weiter        | Ausgeschieden |                             | Farben                                           |
| 7./8. | Julius Brink            | Ausgeschieden |               |                             | Urlaubsziele                                     |
| 7./8. | Hans Sarpei             | Ausgeschieden |               |                             | Urlaubsziele                                     |

## Staffel 5 (2017)
Die fünfte Staffel wurde ab dem 11. Oktober 2017 ausgestrahlt. Christine Henning war erneut für die Moderation verantwortlich. Die Jury bestand wie in der vorigen Staffel aus den Fernsehköchen Alexander Herrmann, Frank Rosin, Cornelia Poletto und Roland Trettl. Gewinnerin der Staffel war Lisa Angermann aus dem Team Alexander Herrmann.

## Staffel 6 (2018)
Die sechste Staffel startete am 10. Oktober 2018. Die Show wurde erneut von Christine Henning moderiert. Wie in der vorherigen Staffel bestand die Jury aus den Fernsehköchen Alexander Herrmann, Frank Rosin, Cornelia Poletto und Roland Trettl. Gewinner der Staffel wurde der Florist Gary Loen aus dem Team Roland Trettl.

## Weihnachtsspezial
Am 12. Dezember 2018, eine Woche nach dem Finale der sechsten Staffel, wurde ein Weihnachtsspezial von The Taste ausgestrahlt. Die Coaches waren, wie in den vorherigen Staffeln, Alexander Herrmann, Frank Rosin, Cornelia Poletto und Roland Trettl. Dafür wählte jeder Coach zwei Kandidaten aus seinen vergangenen Teams aus.
Die Teams:
- Team Frank Rosin: Helena (Staffel 3), Michi (Staffel 5)

- Team Alexander Herrmann: Rosina (Staffel 2), Marco (Sieger Staffel 4)

- Team Cornelia Poletto: Tobias (Staffel 3), Hansjörg (Staffel 5)

- Team Roland Trettl: Luisa (Staffel 5), Gary (Sieger Staffel 6)

### Verlauf des Weihnachtsspezials
| Platz    | Koch     | Teamkochen 1  | Teamkochen 2  | Teamkochen 3 (Finale) | Hauptthema der Phase, in der der Kandidat ausschied |
| -------- | -------- | ------------- | ------------- | --------------------- | --------------------------------------------------- |
| 1.       | Hansjörg | Weiter        | bester Löffel | Gewinner              | -                                                   |
| 2./3./4. | Michi    | bester Löffel | Weiter        | Ausgeschieden         | Weihnachtliche Desserts                             |
| 2./3./4. | Marco    | Weiter        | Weiter        | Ausgeschieden         | Weihnachtliche Desserts                             |
| 2./3./4. | Luisa    | Weiter        | bester Löffel | Ausgeschieden         | Weihnachtliche Desserts                             |
| 5./6.    | Helena   | Weiter        | Ausgeschieden |                       | Weihnachtliche Hauptspeisen                         |
| 5./6.    | Rosina   | bester Löffel | Ausgeschieden |                       | Weihnachtliche Hauptspeisen                         |
| 7./8.    | Tobias   | Ausgeschieden |               |                       | Weihnachtliche Vorspeisen                           |
| 7./8.    | Gary     | Ausgeschieden |               |                       | Weihnachtliche Vorspeisen                           |

## Staffel 7 (2019)
Die siebte Staffel wurde ab dem 2. Oktober 2019 ausgestrahlt. Die Jury bestand aus den Fernsehköchen Alexander Herrmann, Frank Rosin, Tim Raue und Maria Groß. In der siebten Staffel wurde erstmals der Kandidatenjoker eingeführt, mit dem jeder Coach jeweils einmal einen ausgeschiedenen Kandidaten retten kann. Gewinner der Staffel war Marko Ullrich, der zunächst bei Maria Groß, dann bei Tim Raue und zuletzt bei Alexander Herrmann im Team war.

## Staffel 8 (2020)
Vom 2. September 2020 bis zum 28. Oktober 2020 wurde eine weitere Staffel ausgestrahlt, die nicht mehr von Christine Henning, sondern von Angelina Kirsch moderiert wurde. Außerdem nahm neben den bisherigen Coaches Frank Rosin, Alexander Herrmann und Tim Raue erstmals Alex Kumptner als Coach teil und ersetzte somit Maria Groß. Zum ersten Mal gab es damit eine Jury ohne weibliches Mitglied. Gewinner der achten Staffel wurde Lars Fumic aus dem Team von Alex Kumptner.

## Staffel 9 (2021)
Die Ausstrahlung der neunten Staffel erfolgte vom 1. September bis 27. Oktober 2021. Die Jury besteht, wie im vorherigen Jahr, aus den Coaches Frank Rosin, Alexander Herrmann, Tim Raue und Alexander Kumptner. Gewinnerin der neunten Staffel ist Paula Bründl aus dem Team von Tim Raue.

## Staffel 10 (2022)
Die Ausstrahlung der zehnten Staffel erfolgte vom 21. September bis 16. November 2022. Die Jury besteht, wie im vorherigen Jahr, aus den Coaches Frank Rosin, Alexander Herrmann, Tim Raue und Alexander Kumptner. Gewinner der zehnten Staffel wurde Jari aus dem Team von Tim Raue.

## The Sweet Taste (2023)
Am 22. Februar 2023 um 20:15 Uhr startete auf Sat.1 ein Ableger der Sendung unter dem Namen The Sweet Taste. Insgesamt wurden drei Folgen ausgestrahlt, in welchen Desserts und feine Patissier-Kunst auf den Löffeln präsentiert wurden. Die Jury bestand, wie in den letzten regulären Staffeln, aus Rosin, Hermann, Raue und Kumptner. Auch Angelina Kirsch war als Moderatorin dabei. Gewonnen wurde der Ableger, bei dem es keine Kandidatenjoker gab und nur zwei Kandidaten pro Team antraten, von der Regensburgerin Anne Manzius.

## Staffel 11 - Die zweite Chance (2023)
Die Ausstrahlung der Staffel erfolgte ab dem 3. Mai 2023. Neben den bisherigen Coaches Alexander Herrmann, Tim Raue und Alexander Kumptner nimmt erstmals Nelson Müller als Coach teil und ersetzt Frank Rosin. Teilnehmer sind ausschließlich ehemalige Kandidaten. Gewinner der elften Staffel wurde Yvonne aus dem Team von Tim Raue.

## Staffel 12 (2023)
Die Ausstrahlung der Staffel erfolgte ab dem 25. Oktober 2023. Neben den bisherigen Coaches Alexander Herrmann, Tim Raue und Alexander Kumptner kehrt Frank Rosin als Coach zurück. Siegerin der Staffel wurde Mona Hiermaier aus Team grün mit Coach Alex Kumptner.

## Staffel 13 (2024)
Die Ausstrahlung der Staffel erfolgte ab dem 23. Oktober 2024. Als Coaches sind erneut Alexander Herrmann, Tim Raue, Alexander Kumptner und Frank Rosin mit dabei. Siegerin der Staffel wurde Katja Baum aus Team Alexander Herrmann.

## Einschaltquoten
| Staffel | Folgen | Sender | Sendeplatz          | Staffelpremiere | Staffelfinale | Durchschnittliche Zuschauer | Durchschnittliche Zuschauer | Durchschnittlicher Marktanteil | Durchschnittlicher Marktanteil | Quelle |
| Staffel | Folgen | Sender | Sendeplatz          | Staffelpremiere | Staffelfinale | Gesamt                      | 14 bis 49 Jahre             | Gesamt                         | 14 bis 49 Jahre                |        |
| ------- | ------ | ------ | ------------------- | --------------- | ------------- | --------------------------- | --------------------------- | ------------------------------ | ------------------------------ | ------ |
| 1       | 6      | Sat.1  | Mittwoch, 20:15 Uhr | 13. Nov. 2013   | 18. Dez. 2013 | 1,98 Mio.                   | 1,20 Mio.                   | 6,7 %                          | 10,5 %                         | [ 13 ] |
| 2       | 7      | Sat.1  | Mittwoch, 20:15 Uhr | 8. Okt. 2014    | 19. Nov. 2014 | 1,80 Mio.                   | --                          | 6,4 %                          | 9,7 %                          | [ 14 ] |
| 3       | 7      | Sat.1  | Mittwoch, 20:15 Uhr | 2. Sep. 2015    | 14. Okt. 2015 | 1,64 Mio.                   | 0,90 Mio.                   | 6,1 %                          | 9,3 %                          | [ 15 ] |
| 4       | 7      | Sat.1  | Mittwoch, 20:15 Uhr | 12. Okt. 2016   | 23. Nov. 2016 | 1,68 Mio.                   | --                          | --                             | 9,4 %                          | [ 16 ] |
| 5       | 9      | Sat.1  | Mittwoch, 20:15 Uhr | 11. Okt. 2017   | 6. Dez. 2017  | 1,47 Mio.                   | 0,84 Mio.                   | 5,5 %                          | 9,3 %                          | [ 17 ] |
| 6       | 9      | Sat.1  | Mittwoch, 20:15 Uhr | 10. Okt. 2018   | 5. Dez. 2018  | 1,40 Mio.                   | 0,74 Mio.                   | 5,4 %                          | 8,9 %                          | [ 18 ] |
| 7       | 9      | Sat.1  | Mittwoch, 20:15 Uhr | 2. Okt. 2019    | 27. Nov. 2019 | 1,24 Mio.                   | 0,61 Mio.                   | 4,6 %                          | 7,4 %                          | [ 19 ] |
| 8       | 9      | Sat.1  | Mittwoch, 20:15 Uhr | 2. Sep. 2020    | 28. Okt. 2020 | 1,18 Mio.                   | 0,56 Mio.                   | 4,7 %                          | 7,6 %                          | [ 20 ] |
| 9       | 9      | Sat.1  | Mittwoch, 20:15 Uhr | 1. Sep. 2021    | 27. Okt. 2021 | 1,15 Mio.                   | 0,55 Mio.                   | 5,2 %                          | 9,8 %                          | [ 21 ] |
| 10      | 9      | Sat.1  | Mittwoch, 20:15 Uhr | 21. Sep. 2022   | 16. Nov. 2022 | 1,37 Mio.                   | 0,68 Mio.                   | 6,2 %                          | 12,5 %                         | [ 22 ] |
| 11      | 7      | Sat.1  | Mittwoch, 20:15 Uhr | 3. Mai 2023     | 14. Jun. 2023 | 0,97 Mio.                   | 0,41 Mio.                   | 4,6 %                          | 8,7 %                          | [ 23 ] |
| 12      | 9      | Sat.1  | Mittwoch, 20:15 Uhr | 25. Okt. 2023   | 20. Dez. 2023 |                             |                             |                                |                                |        |

## Kritik
Jürgen Dollase kritisierte in der FAZ, dass, da die Bewerber sich nicht aus den Kreisen anerkannter Spitzenköche rekrutierten, nicht der beste Koch, sondern „wohl nur der beste Koch vom Rest“ ermittelt werde. Die Fokussierung der Anrichteweise auf einem Probelöffel überfordere ohnehin Kandidaten wie auch Jury, weil sich unter anderem nicht jedes Gericht sinnvoll auf nur einem Löffel anrichten lasse. Bei der Kandidatenvorauswahl (für die erste Staffel bewarben sich 10.000 Personen) habe man sich offenbar an dramaturgischen Überlegungen orientiert. Überhaupt würden die Kochsendungen im Fernsehen kulinarisches Spießbürgertum heranwachsen lassen; die Sendung The Taste sei so weit vom Kochen entfernt, dass „das Kochen auch durch Maurerarbeiten oder Blumenpflege ersetzt werden könnte“.
Der Journalist Klaus Dahlbeck kritisierte in seinem Foodblog, dass bereits ausgeschiedene Kandidaten durch eine Hintertür wieder ins Geschehen eingreifen konnten, widersprach aber Dollases Einschätzung dahingehend grundsätzlich, dass dieser eine TV-Unterhaltungssendung nach den Maßstäben der Gastronomiekritik beurteile, was angesichts der Tatsache, dass Geruchs- und Geschmacksfernsehen noch nicht erfunden sei, der Sendung The Taste nicht gerecht werde.

## Auszeichnungen
The Taste wurde 2018 für den Deutschen Fernsehpreis nominiert. In der Kategorie Beste gestalterische Leistung Unterhaltung (Regie, Buch, Schnitt) wurden Ralf Kamin (Head Editor) und Christian Bender (Schnittproducer) für den besten Schnitt nominiert.